# Barras bravas en Argentina

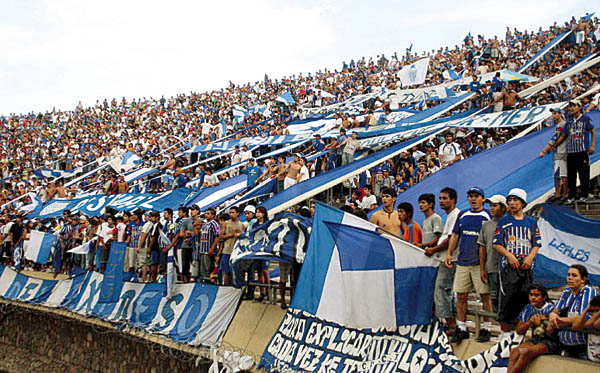
Las barras bravas se pueden distinguir por las banderas que despliegan, ya que en el resto del estadio no existe otro sector donde haya tal cantidad. En la imagen, La Banda del Expreso, barra brava de Godoy Cruz Antonio Tomba.

Las barras bravas en Argentina, fueron identificadas por la sociedad como grupos organizados violentos en 1958 (algunos años después de la conformación de las primeras), tras la muerte del espectador Alberto Mario Linker a manos de la policía en un partido entre Vélez Sarsfield y River Plate. Tras el hecho, la prensa denominó como una barra fuerte al primero al que identificó como un grupo organizado violento, en tanto que el término barra brava como denominación para los mismos surgió, también desde la prensa argentina, en la década de 1960, aunque se popularizó en la década de 1980.
Al comienzo no eran grupos muy numerosos ni excesivamente violentos, pero con el paso de los años, las barras bravas fueron creciendo y tomando cada vez más poder dentro de los clubes, llegando al punto de haber algunas que han decidido en ocasiones quién sería el presidente del mismo u obligando a dirigentes a renunciar a sus puestos. Pasaron no solo a protagonizar hechos de violencia, sino a realizar actividades ilegales con el objetivo de obtener un rédito económico (el cual lo suelen controlar solo los miembros más importantes, ya que las barras bravas poseen estructuras jerárquicas), como ser la extorsión a jugadores y dirigentes, venta y tráfico de drogas, robos, etc., además de las actividades ilegales que puedan realizar los integrantes de las barras bravas de forma individual y ajena a su accionar dentro de las mismas. También suelen brindar servicios a dirigentes políticos y sindicales que las contratan como grupos de choque (ante posibles enfrentamientos con seguidores de otros partidos políticos o sindicatos durante actos, movilizaciones o protestas), guardaespaldas, etc. También son financiadas por los propios dirigentes de los clubes, que en ocasiones le dan sueldos a algunos de sus miembros, o porcentajes de las ganancias por ventas de jugadores, y, entre varios negocios más, suelen exigir que los vendedores ambulantes que los días de partido trabajan en el estadio y los alrededores, les brinden un porcentaje de sus ganancias, a cambio de dejarlos trabajar y protegerlos, por ejemplo, de robos.
Las barras bravas se han transformado y su financiación ha crecido al punto de que, actualmente, uno de sus principales propósitos es la obtención de dinero, al menos en las de gran tamaño o que pertenecen a clubes, como mínimo, medianamente importantes o populares. Debido a este fenómeno, desde la década del 2000 se comenzaron a producir cada vez más problemas internos en las barras bravas, habiendo disputas violentas entre algunos de sus miembros por el control de las mismas y, por ende, de sus negocios ilícitos. Debido a ello, un gran porcentaje de las muertes relacionadas con el fútbol desde entonces, han estado relacionadas con disputas internas dentro de estos grupos.
Por otra parte, aunque la violencia en el fútbol argentino ha estado presente prácticamente desde sus comienzos (al igual que en el resto del mundo), la aparición de las barras bravas hizo que aumente y se recrudezca. Desde el primer asesinato registrado, ocurrido en Rosario en 1922 (durante un partido entre el Club Atlético Tiro Federal Argentino y el Club Atlético Newell's Old Boys), hasta el año 2016, la violencia relacionada al fútbol argentino ha cobrado una cifra estimativa de por lo menos 201 víctimas fatales y gran cantidad de heridos, habiendo ocurrido la mayoría de los casos desde fines de la década de 1950 en adelante, coincidiendo con la aparición y el desarrollo de las barras bravas (sin que por ello todas las muertes tuvieran que ver con las mismas, ya que muchas se produjeron por represión policial o peleas entre hinchas que no tenían ningún tipo de relación con las barras bravas, incluso varios que ni siquiera asistían regularmente a los estadios por ser de otras regiones al del club por el que simpatizaban). Cabe destacar que, si bien en el listado de víctimas de la organización Salvemos al Fútbol se contabilizan 312 muertes, aproximadamente un tercio de ellas no se relacionan con hechos de violencia, ya que varias fueron por accidentes, problemas físicos (como paros cardiorrespiratorios), un suicidio y también un asesinato ajeno al fútbol argentino. Además, hay dos casos de muerte dudosa donde no se supieron las causas.
Hasta el año 2000, solo 16 casos terminaron en condena, involucrando a 33 personas.

## Antecedentes violentos
Se tienen noticias de la violencia en el fútbol argentino desde principios del siglo XX tanto en los partidos del campeonato local como en los partidos entre Argentina y Uruguay, en Buenos Aires y en Montevideo. El primer hecho que trascendió se produjo en el último partido del Campeonato Sudamericano de 1916, que definiría al campeón, disputado el 16 de julio de 1916 en el estadio de Gimnasia y Esgrima de Buenos Aires. Debido a la sobreventa de entradas 40 mil personas se acercaron a ver el partido en un estadio que solo podía albergar a la mitad. El encuentro fue suspendido debido a los desmanes producidos en las tribunas, las cuales terminaron incendiadas. También el primer superclásico, disputado en 1913, terminó con un enfrentamiento entre las hinchadas.
El 21 de octubre de 1922 se produce la primera muerte en el fútbol argentino relacionada con la violencia. Sucedió en Rosario, en el estadio del Club Atlético Tiro Federal Argentino, en un partido entre el club local y el Club Atlético Newell's Old Boys por la Copa Estímulo de la 1ª división local, donde Enrique Battcock, obrero ferroviario simpatizante de Tiro Federal Argentino (también exjugador y exdirigente del club), fue interpelado por su comportamiento por Francisco Campá, pretesorero del club visitante, comenzando así una discusión que terminó cuando Battcock le dio un puñetazo en la cara al simpatizante de Newell's Old Boys, quien se retiró del estadio, volvió al poco tiempo, extrajo un arma de fuego y le disparó, causándole así la muerte.
En 1924 en Montevideo, Uruguay, se produjo otro asesinato donde estaba involucrado un hincha argentino. El 2 de noviembre, tras disputarse el último partido del Campeonato Sudamericano que coronó campeona a la selección de fútbol uruguaya, se produjeron incidentes frente al hotel donde se alojaba la selección argentina, interviniendo en la pelea hinchas uruguayos e hinchas y jugadores argentinos. Durante los incidentes, el argentino José Lázaro Rodríguez disparó contra Pedro Demby (hincha uruguayo), quien fallecería al día siguiente. Rodríguez logró escapar y regresar a Argentina gracias a la ayuda de los jugadores de su país, ya que regresaron en un buque que partió una hora antes de lo programado y no fue interceptado por la policía. La policía uruguaya logró identificarlo gracias a una fotografía publicada el 4 de noviembre en el diario argentino Crítica, en donde se lo veía cenando con jugadores argentinos. Fue detenido el 24 de ese mes, pero nunca fue deportado.
El 14 de mayo de 1939, en el estadio de Lanús, en un partido por la cuarta división entre el local y Boca Juniors, tras una falta cometida por un jugador de Lanús, los jugadores comenzaron a pelearse. Al ver esto, los hinchas de Boca Juniors quisieron derrumbar el alambrado e ingresar el campo de juego, lo que motivó que la policía realizara disparos para dispersarlos. Pero un policía, llamado Luis Estrella, disparó hacia la tribuna, alcanzando a dos espectadores: Luis López y Oscar Munitoli (un menor de 9 años), provocándoles la muerte.
Pero esta violencia no era solo entre hinchas, sino también contra los árbitros. El 27 de octubre de 1946, durante un partido entre Newell's Old Boys y San Lorenzo de Almagro en Rosario, intentaron ahorcar al árbitro Osvaldo Cossio. El partido iba igualado en dos goles cuando Cossio anuló un gol del local, empeorando la situación cuando, en la jugada siguiente, el visitante convirtió el tercer gol. Promediando el minuto 89 del partido, varios hinchas ingresaron al campo de juego logrando golpear al árbitro e intentándolo ahorcar con su propio cinturón.

## Origen y desarrollo

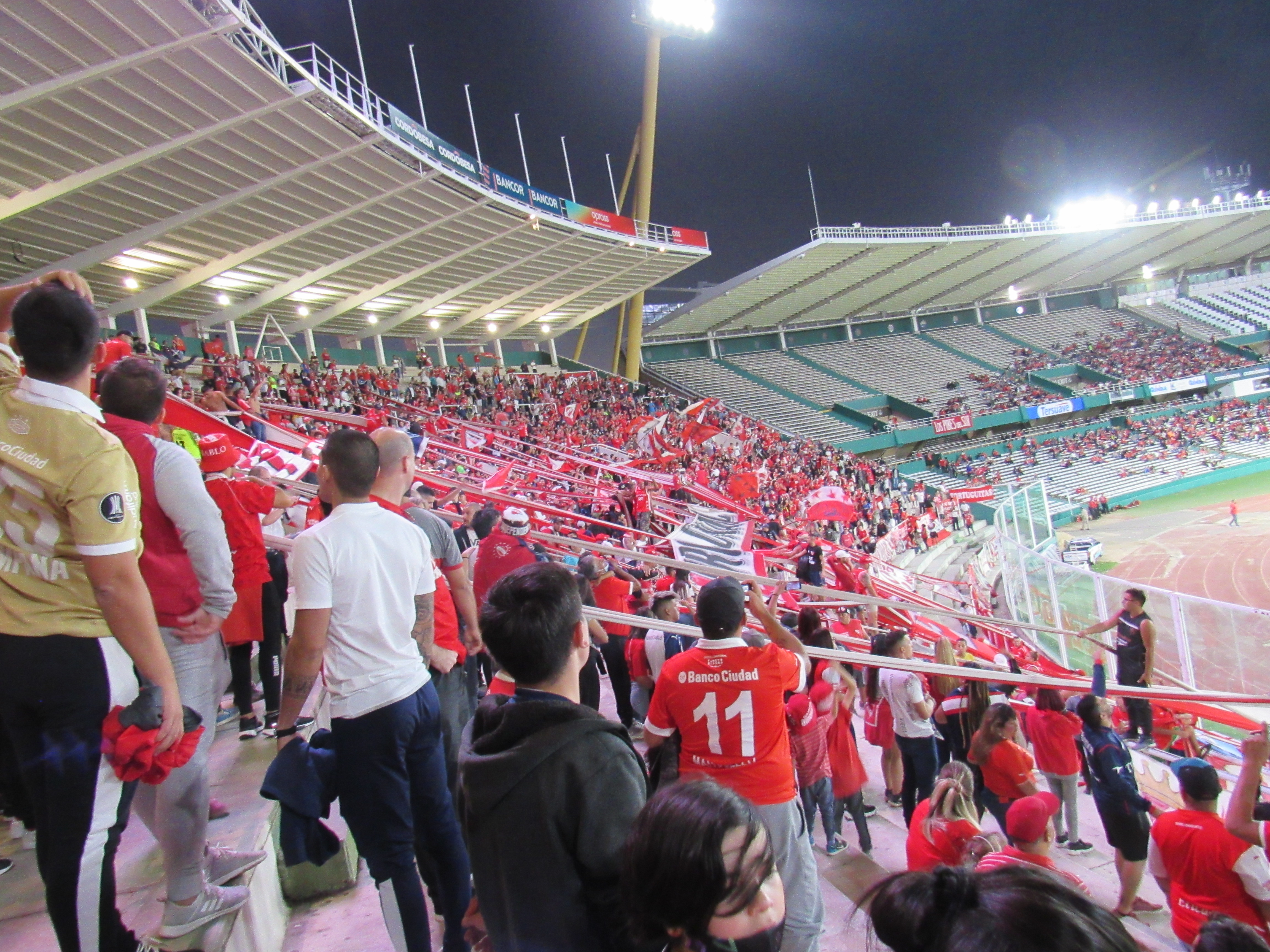
La Barra del Rojo, barra brava de Independiente.

En la década de 1920, dentro de las hinchadas argentinas fueron formándose pequeños grupos de fanáticos que se destacaban del resto del público por su fervor, además de provocar incidentes algunas veces. Sin embargo, éstos incidentes surgían de forma espontánea y no planeada, ya que generalmente estos grupos recurrían a la violencia solo cuando su equipo tenía dificultades, de modo de intentar influir en el resultado del partido al amedrentar y molestar a la terna arbitral y los jugadores rivales mediante insultos, lanzamiento de proyectiles y, en ocasiones, invasión del campo de juego para golpearlos. También peleaban contra los hinchas de clubes rivales que intentaran usar los mismos métodos en contra de sus equipos. Dichos grupos solo se reunían durante los encuentros jugados por sus clubes en condición de local, ya que no solían acompañarlos en condición de visitante de forma organizada ni recibían financiación de los dirigentes. La prensa los denominó simplemente como barras, ya que es el término utilizado en Argentina para denominar a los grupos de personas que se reúnen frecuentemente por un interés común (al igual que el significado original de la palabra pandilla).

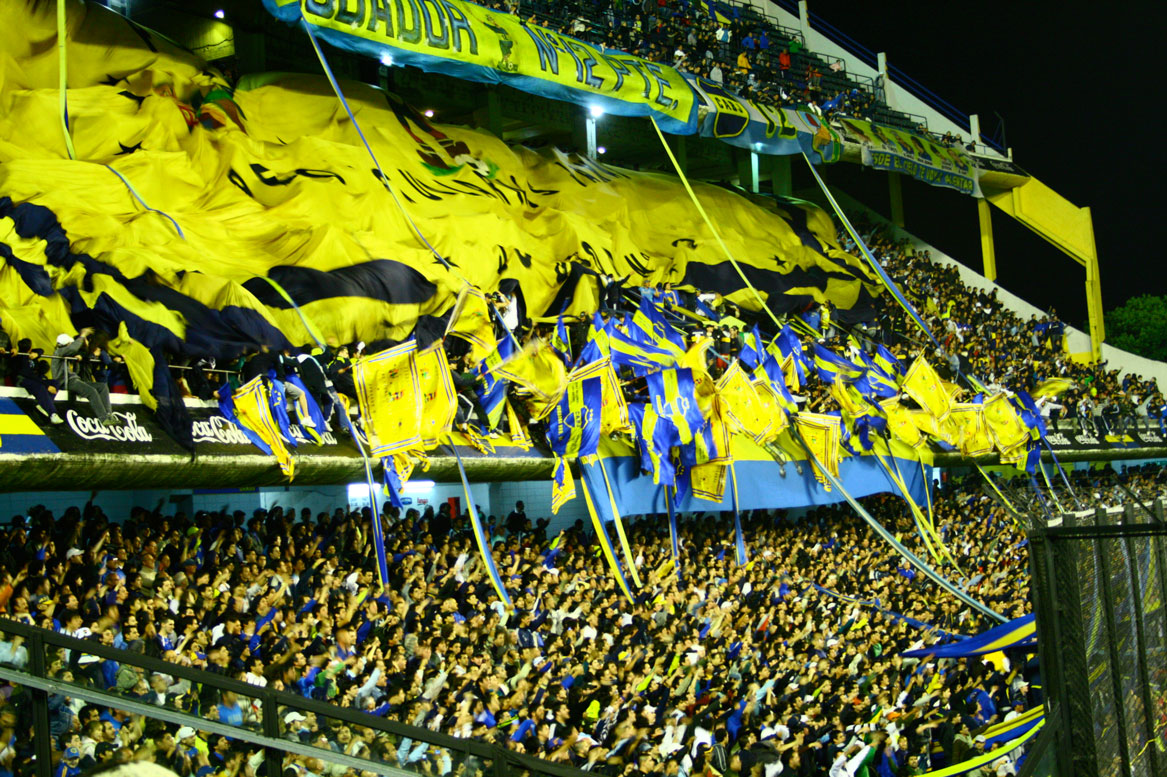
Jugador Nº12, barra brava de Boca Juniors.

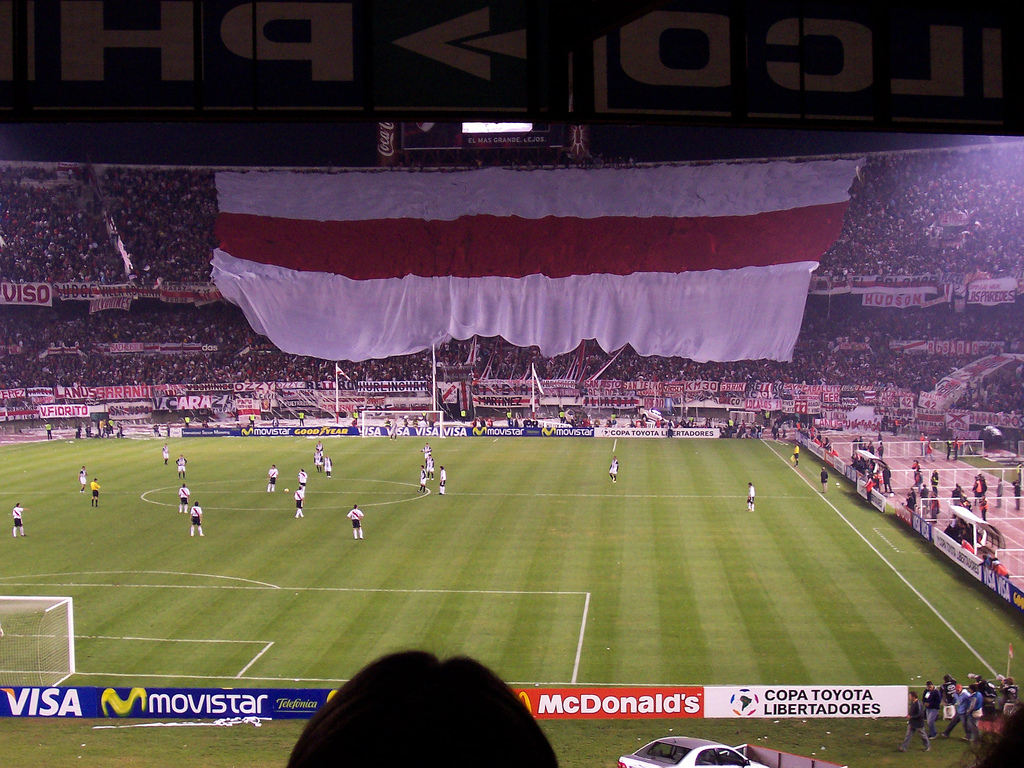
Los Borrachos del Tablón, barra brava de River Plate.

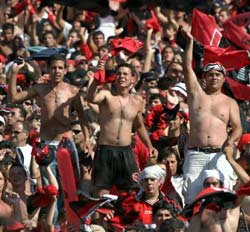
La Banda de la Lepra, de Newell's Old Boys.

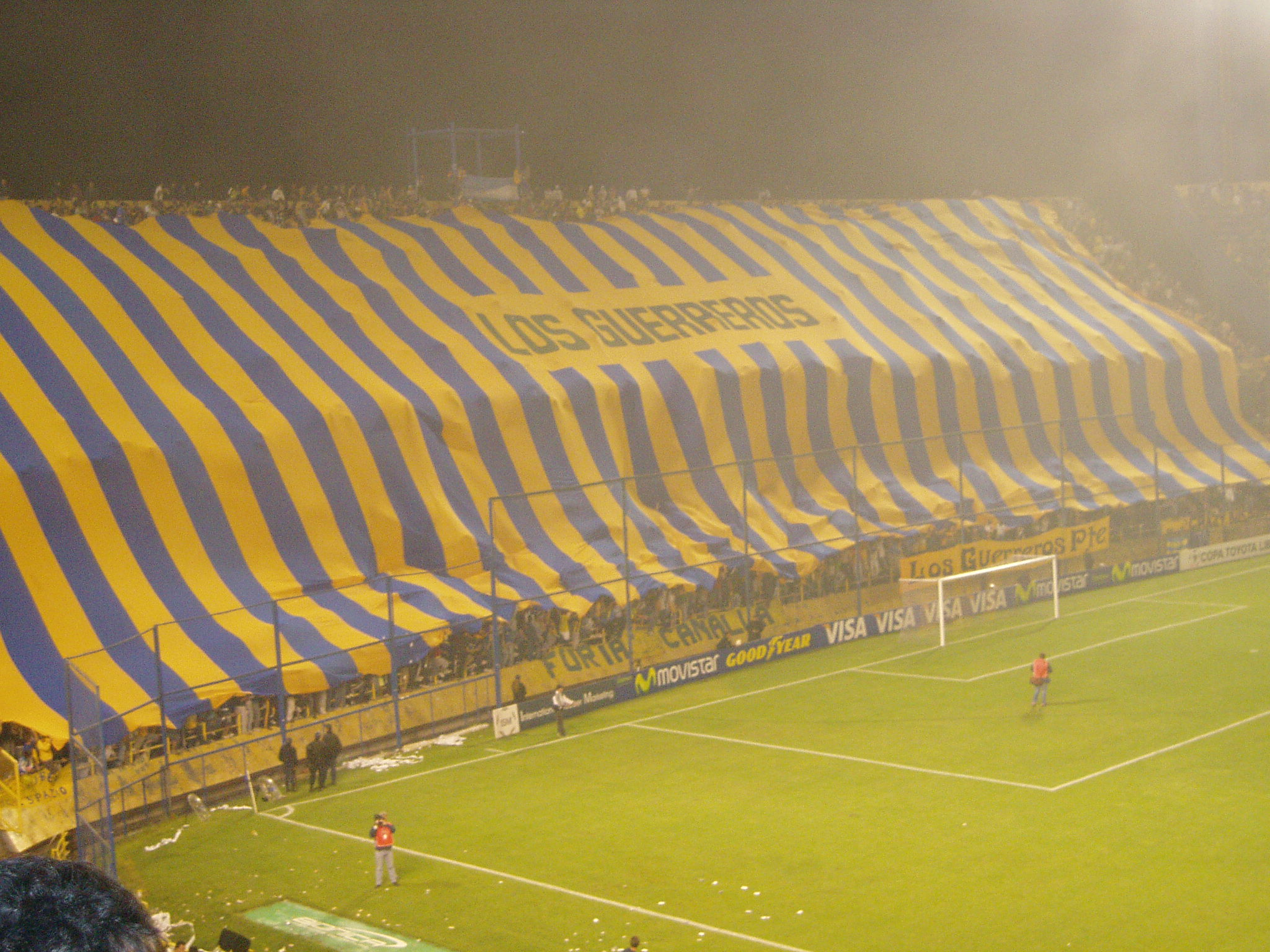
Los Guerreros, barra brava de Rosario Central.

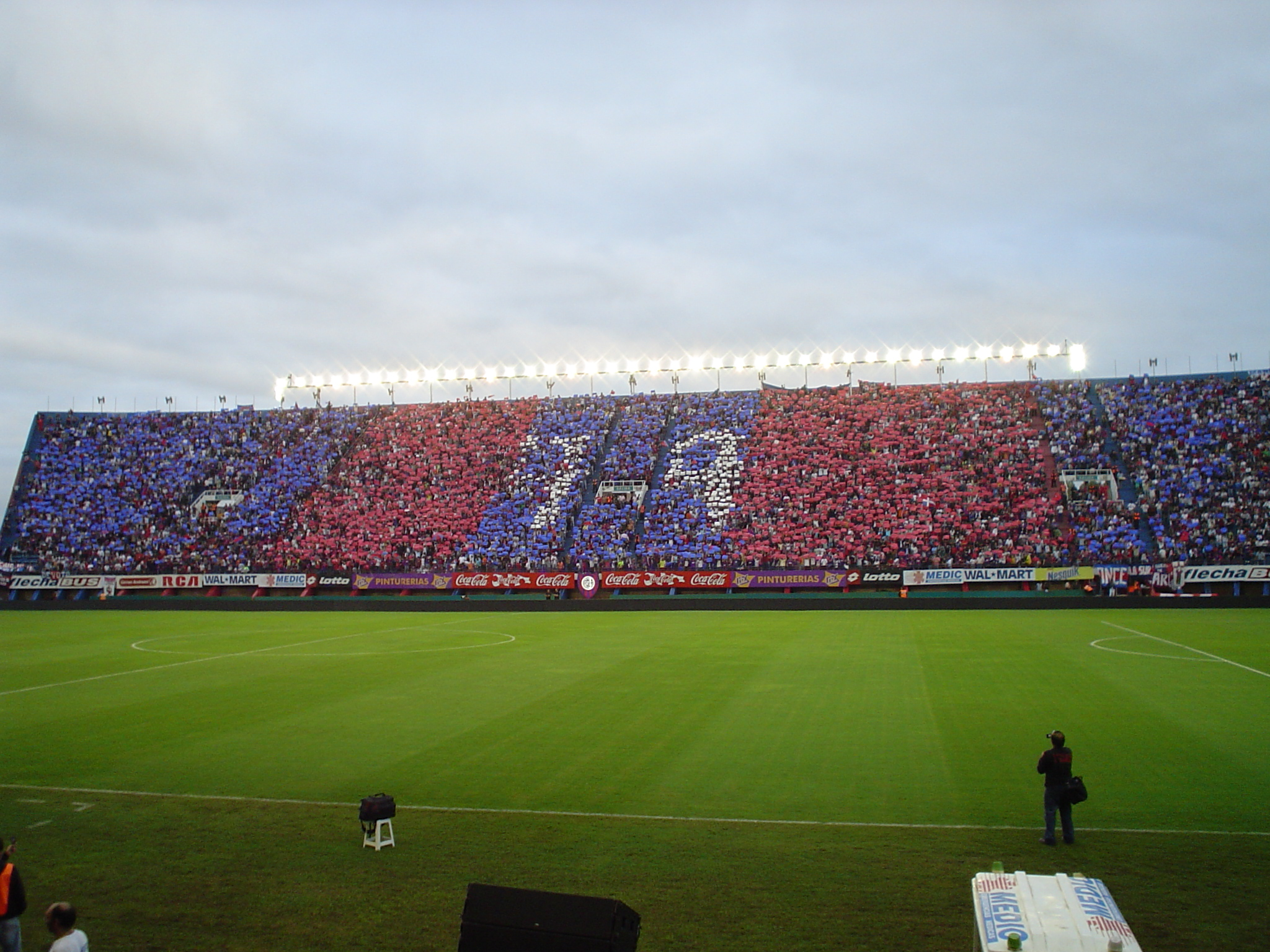
La Butteler, barra brava de San Lorenzo de Almagro.

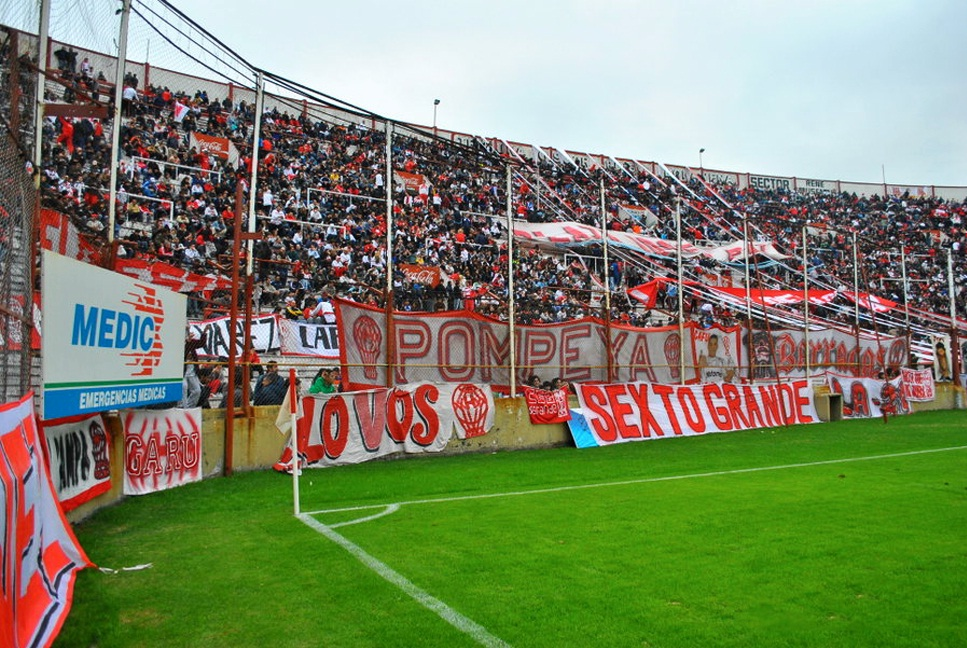
La Banda de la Quema, barra brava de Huracán.

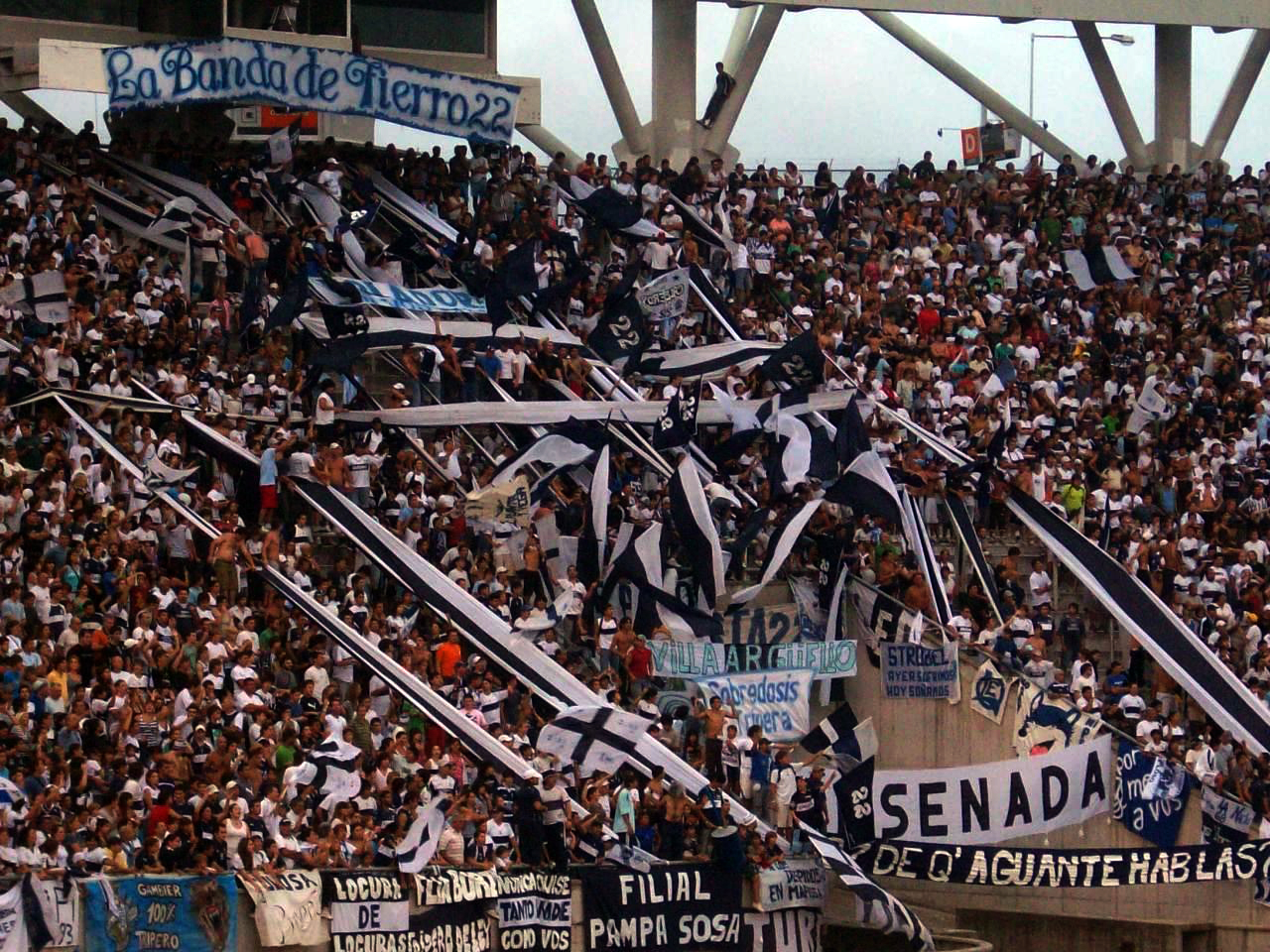
La Banda del Loco Fierro, barra brava de Gimnasia y Esgrima La Plata.

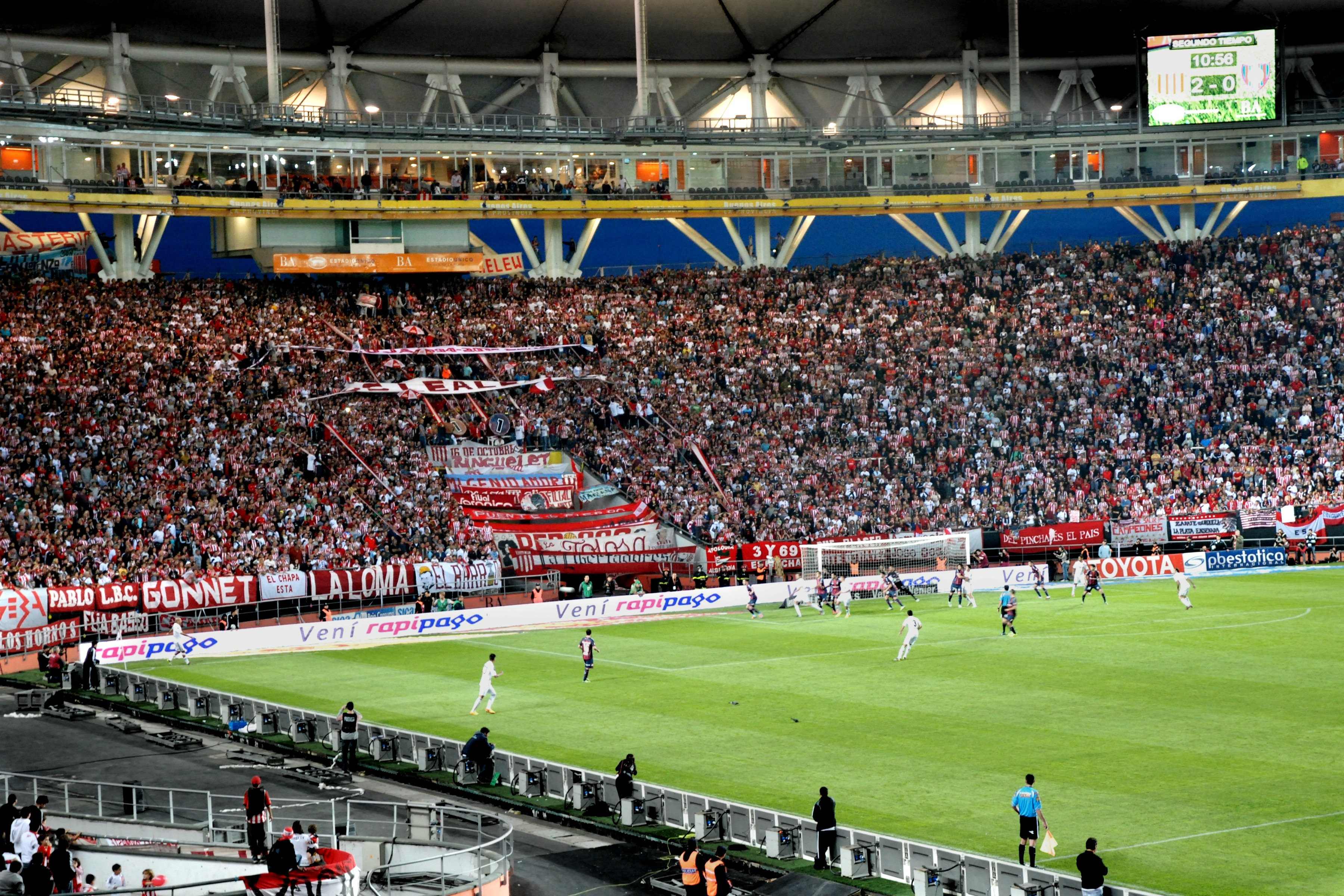
Los Leales, barra brava de Estudiantes de La Plata.

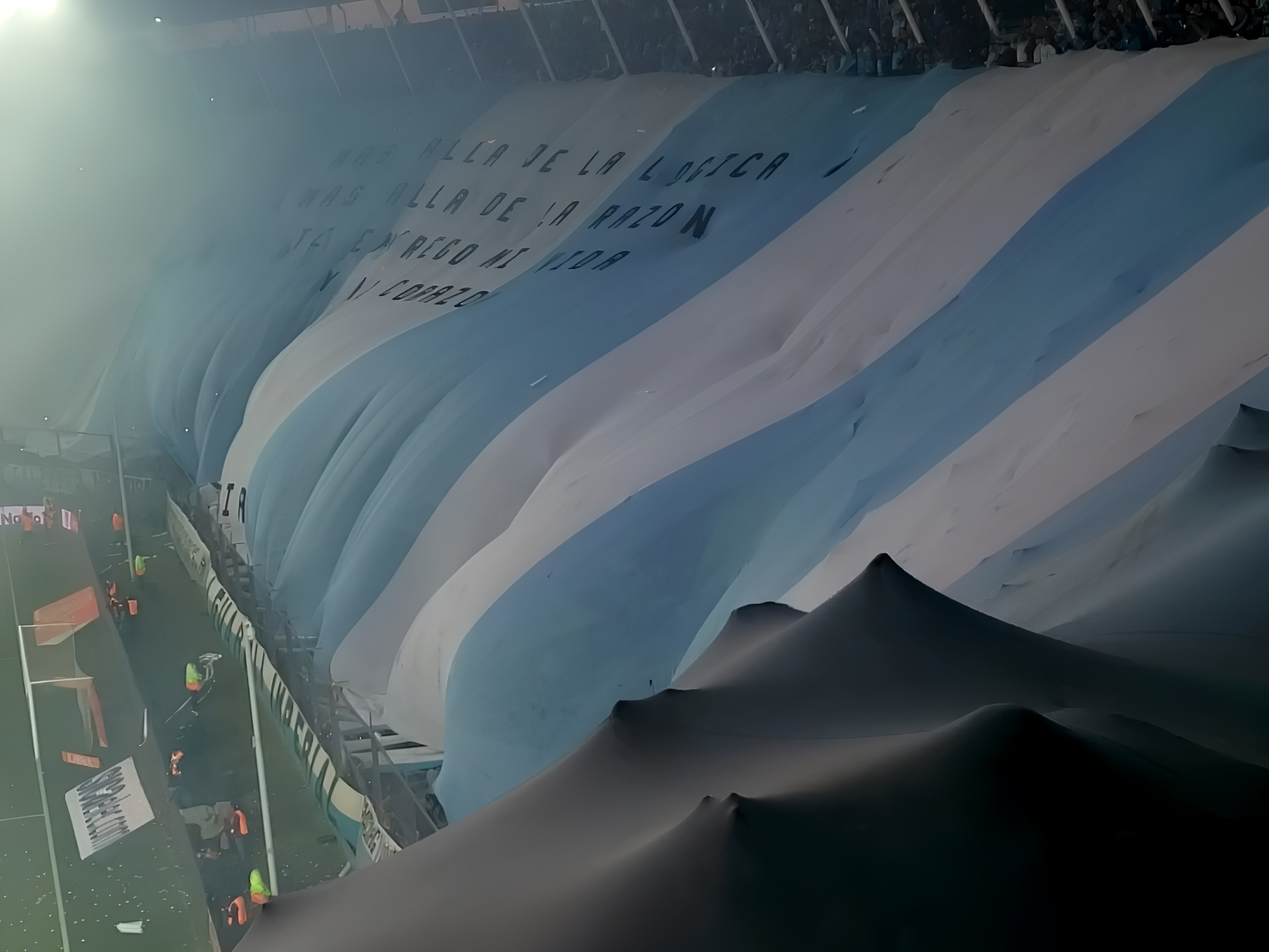
La Guardia Imperial, barra brava de Racing.

Éstas barras pasaron a ser parte tradicional de las hinchadas argentinas, y crecieron y evolucionaron hasta que en la década de 1950, además, pasaron a tener financiación de los dirigentes de los clubes y mayor organización, y uno de sus principales objetivos pasó a ser la preparación para provocar hechos violentos contra hinchas y jugadores rivales, o repeler los ataques que pudieran recibir de otras hinchadas o la policía. Fue allí donde pasaron a ser grupos violentos organizados. El periodista Amílcar Romero establece el año 1958 como el comienzo de las barras bravas actuales, con el asesinato de Alberto Mario Linker, un hincha de Boca Juniors que, no identificado como tal, circunstancialmente se encontraba observando un partido entre Vélez Sarsfield y River Plate en el estadio José Amalfitani, habiéndose encontrado en la grada donde se ubicaban los hinchas de River Plate cuando, ante los incidentes causados por ellos, la policía reprimió lanzando granadas de gas lacrimógeno, una de las cuales golpeó en el pecho a Linker y produjo su muerte. Fue entonces (octubre de 1958) que la sociedad toma conocimiento de la existencia de grupos organizados al aparecer notas en la prensa que hablaban de barras fuertes (el término barra brava utilizado como denominador de estos grupos apareció en la década de 1960, pero comenzó a utilizarse con mayor frecuencia en la década de 1980). La llamada "industrialización del fútbol" fue el puntapié inicial para esa organización, ya que se necesitaba controlar todos los aspectos que intervenían en el juego. Antes del surgimiento de estos grupos, cuando un equipo jugaba de visitante era presionado por la hinchada rival. Esto motivó la organización de las barras bravas como respuesta a esa presión:

En el fútbol argentino ya estaba institucionalizado que si uno jugaba de visitante era inexorablemente apretado. Aunque no se tratara de barras bravas tal como las conocemos hoy. Los locales te apretaban y la policía, si no miraba para otra parte, también te apretaba. Eso hubo que compensarlo con una teoría, que en la década siguiente fue moneda corriente: a todo grupo operativo con una mística y capacidad de producir violencia la única manera de contrarrestarlo es con otro grupo más minoritario, con tanto o más mística para producir violencia.
Amílcar Romero.

De esta forma cada club comenzó a tener su barra brava, las cuales eran financiadas por los dirigentes de la institución. A estos grupos les eran entregadas entradas y se les pagaba los viajes a los estadios, sumándose luego otras formas de financiación. Pero el acceso a estos "beneficios" por parte del miembro de la barra brava dependía de la jerarquía que tenía dentro de la misma. Para obtener ese prestigio se debía ser violento, por lo que comenzó a aumentar la cantidad de muertos: desde 1924 a 1957 solo se habían producido 12 muertes relacionadas con el fútbol, de las 237 que se produjeron hasta 2003.
A partir de la muerte de Linker comienza en el fútbol argentino una etapa marcada por el incremento en el número de muertes. De acuerdo con Amílcar Romero, entre 1958 y 1985 se producen en Argentina 103 muertes relacionadas con violencia en el fútbol, es decir, en promedio una cada 3 meses. Sin embargo, aclara también que el origen de estas muertes no siempre es el enfrentamiento en el estadio y van desde el choque premeditado entre barras bravas fuera de las instalaciones deportivas, la represión policial ante desórdenes o falta de seguridad en los estadios.
Cronológicamente, la primera barra brava denominada como tal, autoadjudicandose hechos delictivos fueron los llamados "Piratas de Alberdi" la hinchada de Belgrano, “El pirata” A fines de los años 60 y en el marco de los Torneos Nacionales, la hinchada de Belgrano acompañaba masivamente a su equipo en diversos estadios del país, exteriorizando claras demostraciones de fidelidad y aguante, no exento de desbordes y excesos, que motivaron su comparación con el mítico accionar de los piratas de ultramar. En 1968 se fundó la agrupación de hinchas denominada “los piratas celestes” y posteriormente el sobrenombre fue orgullosamente aceptado y se hizo extensivo al propio club.
Una de las características de las barras bravas a partir de esa fecha es la agudización del nivel de violencia. Pero esta violencia no es exclusiva de los clubes con mayor poder económico, sino que es posible encontrarla en equipos de todas las categorías. Teniendo en cuenta el período 1967-2008, 144 muertos, las muertes relacionadas con el fútbol se produjeron mayoritariamente en la Primera División, el 56 % del total, seguida de la Primera B Nacional con el 14 %, los torneos regionales con 8 % y la Primera B con 6 %. A partir de la década de 1990, la violencia y la cantidad de víctimas creció aceleradamente.
En cuanto a la distribución geográfica, las zonas donde se registraron la mayor cantidad de muertes son los partidos del Gran Buenos Aires (27 %) y las ciudades de Buenos Aires (23 %) y Rosario (8 %). En cuanto a la modalidad, el 39 % se produce por arma de fuego, el 13 % por arma blanca y otro 13 % debido a la represión policial.
En los últimos tiempos los enfrentamientos entre diferentes sectores de las barras bravas han aumentado los niveles de violencia y la cantidad de muertos. El 9 de agosto de 2007 fue asesinado Martín Gonzalo Acro, un barrabrava de River Plate, como parte de un enfrentamiento entre dos sectores de Los Borrachos del Tablón. El mismo fenómeno ha sucedido en otros clubes, por ejemplo en Boca Juniors, Newell's Old Boys, Gimnasia y Esgrima (Jujuy), Estudiantes de La Plata, Rosario Central, San Lorenzo de Almagro,, Independiente, Racing, etc. El porcentaje de víctimas en enfrentamientos entre la propia hinchada pasó del 3 % en 1989, al 8 % en 2001 y el 17 % en 2009.
En 1985, luego del asesinato de Adrián Scaserra, fue sancionada la Ley 23.184, conocida como la Ley de la Rúa. Esta ley sancionaba penalmente el ingreso con armas a los estadios, el impedir el normal desarrollo del partido, los destrozos de las instalaciones deportivas y al "que determinare, promoviere o facilitare de cualquier modo la formación de grupos destinados a cometer alguno de los delitos previstos". En la Ciudad de Buenos Aires permitía un régimen contravencional que habilitaba la prohibición de concurrencia. En 1993 se sancionó la Ley 24.192 que modificó la ley anterior, cambiando las penas y estableciendo un régimen de responsabilidad civil y la posibilidad de clausurar el estadio. Finalmente, en 2008, se modificó nuevamente la ley permitiendo a los jueces disponer una medida cautelar que le impida al acusado, por alguno de los delitos mencionados, concurrir a menos de quinientos metros del lugar donde se realiza el partido.
En varias ocasiones el Poder Judicial suspendió el desarrollo de los torneos de la AFA. En 1998 el juez Víctor Perrota suspendió los torneos de fútbol profesional al determinar que los clubes no podían garantizar la seguridad ya que no tenían la capacidad de ejercer el derecho de admisión, determinando también que la policía no contaba con personal suficiente. El juez había actuado sobre la base de un recurso de amparo presentado por la Fundación Fair Play que denunciaba la falta de seguridad en los estadios, por lo que solicitó a los dirigentes de los clubes que le suministraran información sobre los barras bravas, pero al no obtener una respuesta favorable decidió la suspensión del torneo. A fines del mismo año suspendió nuevamente los torneos del ascenso, tras incidentes entre Chacarita Juniors y Morón. En septiembre de 2003 se volvió a suspender el fútbol cuando el juez Mariano Bergés le ordenó a la Policía Federal Argentina que no brinde seguridad en los estadios durante dos semanas, mientras estaba al frente de la causa judicial iniciada por los incidentes ocurridos en un partido entre Boca Juniors y Chacarita Juniors.
A mediados de la década de 2000, se comenzó a aplicar en mayor medida el derecho de admisión. En 2009 varios clubes de Buenos Aires y el Ministerio del Interior firmaron un convenio para delegar la aplicación de esta medida al Estado, autorizando a la Subsecretaría de Seguridad en los Espectáculos Futbolísticos a realizarla. Para evitar los enfrentamientos, el 31 de julio de 2007 el Comité Ejecutivo de la AFA determinó, mediante una resolución, que en las categorías del Ascenso no se permitiría el acceso del público visitante a los estadios.
A fines de 2006 se creó la ONG «Salvemos al Fútbol», cuyo primer objetivo fue llevar a la justicia todo hecho de violencia y corrupción en el fútbol. La ONG publica una lista con los nombres de todos los muertos víctimas de violencia en el fútbol argentino. Mónica Nizzardo, fundadora de «Salvemos al Fútbol» junto el exjuez de instrucción, Mariano Bergés, renunció a la presidencia de la misma debido a la falta de apoyo recibida para combatir la violencia.
En 2010 se acusó al entonces presidente de la AFA, Julio Grondona, de tener vinculación con el viaje de una treintena de integrantes de diferentes hinchadas, alguno de ellos barrabravas. Los miembros de barras bravas pertenecientes a Hinchadas Unidas Argentinas (organización no gubernamental creada en 2009 por barrasbravas de varios clubes argentinos con el fin de acudir como un grupo unificado a la Copa Mundial de Fútbol de 2010, barrabravas del Club Atlético Independiente protagonizaron incidentes en Johannesburgo.
Hacia fines de 2011, Nueva Chicago obtiene una condonación de su deuda y una extensión de veinte años en el derecho de posesión de los terrenos públicos del club otorgadas por la Legislatura gracias al legislador Cristian Ritondo, lo que produjo el enfrentamiento entre distintas facciones de la barra brava del club por el control del dinero otorgado por parte de la dirigencia, dejando el saldo de un muerto.
Durante 2013 fueron detenidos dos integrantes de la barra brava de Colegiales, vinculados con el intendente de Vicente López, que fueron señalados como los responsables del asesinato del líder de la hinchada de ese club de fútbol, Fernando Morales. Según una investigación del portal de noticias Zonanortediario del 18 de abril, un funcionario del PRO local llegó al Concejo Deliberante escoltado, entre otros, por Néstor Negro Cabrera y Daniel Harry Aranda, dos barrabravas acusados del homicidio. Según un diario mendocino los dos presuntos barras homicidas son empleados y custodios del secretario de Gobierno de ese partido bonaerense, César Tuta Torres.
En diciembre de ese año docentes porteños que reclamaban contra las políticas que afectan sus condiciones laborales fueron golpeado por lo que se denominó una "fuerza de choque" reconocidos como barrabravas de Dock Sud, aparentemente reclutados por Rafael Di Zeo, exjefe de la barra brava de Boca Juniors. Luego, se comprobó gracias a legisladores del FPV, Proyecto Sur y otros partidos, que fueron esos barrabravas quienes allanaron el ingreso de diputados del PRO a la Legislatura y estaban vinculados a ese partido político. Según Carlos Oroz, secretario general del gremio de docentes esas personas eran "barrabravas" de Boca Juniors "enviados" por el jefe de Gobierno de la Ciudad, Mauricio Macri, para sacar con "palazos y botellazos".

## Sentencias judiciales vinculados con Barras bravas

### Caso asesinato de  Ángel Delgado y Walter Vallejos
El  sábado 30 de abril de 1994 luego de un partido donde Club Atlético River Plate vence por dos goles a cero a Club Atlético Boca Juniors se produce el asesinato de dos simpatizantes de River. En la esquina de avenida Brasil y avenida Huergo, la 12  atacó a balazos a dos camiones repletos de hinchas millonarios. Fueron asesinados Ángel Delgado (25 años) y Walter Vallejos (19 años) que habían ido a ver a su equipo Club Atlético River Plate.
José Barrita fue condenado a 13 años de prisión por asociación ilícita y extorsión.  Por los dos asesinatos, el Tribunal Oral N.º 17, enjuició a José Barrita  y siete lugartenientes: Jorge Freddy Cáceres Romero (alias Bolita), Juan Daniel Silva (Dany); Jorge Darío Almirón (Gomina), Edgardo Allende (Chino), Marcelo Fabián Aravena (Marcelo de Lomas), Mario Bellusci Martínez (Uruguayo) y Miguel Santoro (Manzanita). El 16 de mayo de 1997 Villagarcía, Santoro, Aravena, Cáceres Romero y Almirón fueron condenados por homicidio reiterado, tentativa de homicidio y asociación ilícita a 20 años de prisión. Silva fue condenado a 15 años de prisión por homicidio reiterado y tentativa de homicidio. Bellusci Martínez y Allende, en cambio, recibieron una pena de cinco años solo por asociación ilícita, y salieron ese mismo día porque acumulaban tres años detenidos. José Barrita murió en el año 2001 sin regresar al liderazgo de la 12 ni volver a la Bombonera. Miguel "Manzanita" Santoro falleció en 2006 baleado durante un robo. Ricardo Alberto “Negro Querida” Quintero murió en la cárcel  en el año 1996.

## Identificación yaguante
Diferentes especialistas en el tema, coinciden en que cada hinchada se percibe a sí misma como custodio de la identidad del club. Este era antiguamente un lugar compartido con los "jugadores símbolo" y los dirigentes comprometidos con la institución. Sin embargo, la rápida venta de jugadores desde los denominados equipos chicos a los denominados grandes o desde cualquier equipo hacia uno extranjero, especialmente europeos, causó que la identificación con algún jugador sea poco probable debido a la poca continuidad que tienen en el club. Pero, a diferencia del resto de los actores, las hinchadas solo pueden proponer la defensa de los símbolos, los colores y el estadio, en oposición a la hinchada del equipo contrario.
En ocasiones los barras o sus jefes han participado en campañas políticas, como el caso de la campaña de Néstor Grindetti, al frente de la cartera de Hacienda porteña, cuando durante su campaña por las calles de Lanús, se mostró por entonces junto a Diego Leandro Goncebate, alias Fanfi, acreditado como el último jefe de la barra brava de Lanús hasta que se produjo un enfrentamiento interno con el saldo de un muerto y varios heridos, el 26 de mayo de 2012.

Las hinchadas desarrollan, en consecuencia, una autopercepción desmesurada, que agiganta sus obligaciones militantes: la asistencia al estadio no es únicamente el cumplimiento de un rito semanal, sino un doble juego, pragmático y simbólico. Por un lado, por la persistencia del mandato mítico: la asistencia al estadio implica una participación mágica que incide en el resultado. Por el otro: la continuidad de una identidad depende, exclusivamente, de ese incesante concurrir al templo donde se renueva el contrato simbólico. Como señalamos, esas obligaciones se extienden hacia una práctica real: la defensa del territorio propio frente a la invasión de la hinchada ajena.
Alabarces (2000), p. 217.

Este proceso crea una profundización en la fragmentación, no solo en oposición de un "otro" radicalmente negativizado (fragmentación externa), sino también dentro de la misma hinchada (fragmentación interna). La fragmentación externa puede producirse, a diferencia del fenómeno registrado en Europa, de cuatro formas: entre regiones, entre ciudades, entre barrios y entre instituciones del mismo barrio. La fragmentación interna fue un fenómeno novedoso, y se produjo por el surgimiento de agrupaciones con nombres propios dentro de cada barra brava. Generalmente el "poder", el acceso a los medios de financiación, se encuentra centralizado en un grupo o en la fusión de varios, pero otras veces existen peleas para adquirir todo o parte de ese "poder".
La violencia es vista por algunos autores, como Patrick Mignon, como una forma de visibilidad por parte de los individuos excluidos, siendo esta exclusión no solo económica. Pero según otra visión, esta forma de visibilidad puede ser un medio, además, para obtener jerarquías en un ranking imaginario: el ranking del aguante. Este ranking del aguante define supuestas jerarquías sobre quien defiende mejor los símbolos de la institución "más allá del dolor y la desilusión, más allá de la victoria o la derrota". El aguante se ha convertido, en este marco, en una categoría ética. En términos prácticos, el aguante se demuestra con la defensa de un espacio, no solo mediante la pelea cuerpo a cuerpo sino también mediante métodos de intimidación. La señal televisiva TyC Sports transmitía un programa llamado El Aguante, en el cual hinchas de diferentes clubes que concurren a los estadios expresan lo que sienten por su club y por el rival.
Algunos directivos del club Boca Juniors reconocieron que la barra manejaba cientos de carnets con pases que se usaban decenas de veces y, además, regenteaban entradas para turistas, les cobraban US$ 1000 por un palco en un River-Boca. Actualmente la justicia argentina investigan los vínculos de la Barrabrava y dirigentes de ese club con el Fiscal Carlos Stornelli El documental sobre las Barras Bravas Argentinas realizado por la televisión española, reavivó los negociados y la connivencia que existe entre los violentos y fiscales que convocaron a la marcha den homenaje a Alberto Nisman; como el caso de los fiscales Carlos Stornelli y Raúl Pleé y su estrecho vínculo con los líderes de la barra de Boca. el documental producido para Canal+ de España por el periodista Jon Sistiaga en 2012, expone la estrecha relación entre los fiscales federales y las principales barra bravas del fútbol argentino.
Durante 2013 fueron detenidos dos integrantes de la barra brava de Colegiales, vinculados con el intendente de Vicente López que fueron señalados como los responsables del asesinato del líder de la hinchada de ese club de fútbol, Fernando Morales. Según una investigación del portal de noticias Zonanortediario del 18 de abril, un funcionario del PRO local llegó al Concejo Deliberante escoltado, entre otros, por Néstor Negro Cabrera y Daniel Harry Aranda, dos barrabravas acusados del homicidio. Según un diario mendocino los dos presuntos barras homicidas son empleados y custodios del secretario de Gobierno de ese partido bonaerense, César Tuta Torres.
En diciembre de 2014 el legislador Quattromano (también del PRO) fue denunciado por amenazas de muerte en plena sesión de la Legislatura, cuando presuntamente amenazó a Marcelo Ramal (legislador del FIT) diciéndole "ya vas a ver cuando vengan los barrabravas, te van a arrancar la cabeza", luego de que Ramal denunciara que los barrabravas actúan junto con el PRO. Quattromano es allegado de Cristian Ritondo, presidente del bloque del PRO, quien justificó el accionar. Tanto Cristian Ritondo como Quattromano están relacionados con la barra brava de Nueva Chicago (de hecho hace unos años el Gobierno de la Ciudad le había condonado una deuda al club por gestión de Ritondo).
Poco después de asumir la presidencia en diciembre de 2015, Mauricio Macri incluyó entre sus designaciones a Javier Ibáñez como presidente del Instituto Nacional de Tecnología Industrial. Anteriormente, Ibáñez se desempeñó como jefe de la Agencia Gubernamental de Control (AGC), organismo del Gobierno de la Ciudad que regula las habilitaciones y permisos de los locales comerciales de la Ciudad, además de controlar las obras en construcción y la higiene alimentaria en establecimientos y en la vía pública. Durante su gestión fue denunciado en varias oportunidades por la falta de controles, como en el caso del derrumbe del boliche Beara, paralelamente fue de vocal titular en la comisión directiva de Atlanta. En marzo de 2012, mientras ocupaba la jefatura de la AGC, Ibáñez fue captado por cámaras de televisión, cinturón en mano, en una pelea entre la barra brava del club de Villa Crespo, la de Chacarita y la policía. Estos hechos no implicaron ninguna consecuencia para su desempeño como funcionario público, porque claramente fue una acusación mediática sin fundamentos. En las imágenes se ve cómo parte de la barra de Chacarita ingresa al sector destinado a prensa partidaria, dirigentes y familiares de jugadores de Atlanta, a agredirlos y éstos al verse acorralados únicamente se defienden como pueden.